# Ceroplesis bicincta
Ceroplesis bicincta là một loài bọ cánh cứng trong họ Cerambycidae.